# Лянторське нафтогазоконденсатне родовище
Лянторське родовище (Лянфорське родовище) — велике нафтогазоконденсатне родовище, розташоване поблизу міста Лянтор (Ханти-Мансійський автономний округ), за 80 км від міста Сургут Тюменської області Росії.

## Геологічна інформація
Належить до Західно-Сибірської нафтогазоносної провінції. Належить до розряду гігантських, але при цьому є одним з найскладніших у геологічному відношенні.
Має 2 поклади на глибині 2042 — 2080 м.
Повні запаси нафти — 2,0 млрд тонн, залишкові запаси нафти — 380 млн тонн. Початкові запаси газу — понад 250 млрд м³.

## Історія
Родовище відкрито 1965 року.
Промислова експлуатація почалася 1978 року. Через два роки для його інтенсивної розробки було створено нафтогазовидобувне управління «Лянторнефть». Наразі оператором родовища є російська нафтова компанія Сургутнафтогаз, при цьому за обсягами видобутку Лянторське є другим родовищем Сургутнафтогазу, поступаючись тільки Федорівському.
Спосіб розробки — законтурне заводнення.
Видобуток нафти на родовищі в 2007 р. становив 7,5 млн тонн. 
Конденсат Лянторського родовища спрямовується для переробки на Сургутський завод стабілізації конденсату.